# Liste de musées en Suède

## Stockholm
- Abba the Museum
- Muséum suédois d'histoire naturelle (Naturhistoriska riksmuseet)
- Musée de l’Armée
- Musée historique de Stockholm (Historiska museet)
- Moderna Museet
- Musée national des beaux arts (Nationalmuseum)
- Musée Vasa (Vasamuseet)
- Millesgården
- Musée Nobel (Nobelmuseet)
- Musée de la marine (Sjöhistoriska museet)
- Skansen
- Musée Strindberg
- Musée nordique (Nordiska museet)
- Liljevalchs konsthall
- Musée national pour les sciences et la technologie
- Musée du snus et des allumettes
- The Viking Museum
- Musée de la ville de Stockholm
- Vrak Museum
- Waldemarsudde
- Dansmuseet
- Galerie Thiel
- Prison de Långholmen
- Internetmuseum (musée entièrement virtuel mais domicilié à Stockholm)
- Musée du transport de Stockholm (Spårvägsmuseet)

## Göteborg
- Fortin à la couronne (Skansen Kronan)
- Musée des Beaux-Arts de Göteborg (Göteborgs konstmuseum)
- Musée des Cultures du Monde
- Musée d'histoire naturelle de Göteborg
- Musée maritime de Göteborg
- Musée municipal de Göteborg
- Musée de la radio de Göteborg
- Musée Röhss
- Musée du sport de Göteborg
- Musée Volvo
- Universeum

## Lund
- Musée des esquisses
- Musée historique de Lund
- Kulturen
- Musée zoologique de Lund
- Kunsthalle Lund

## Autres villes
- Théâtre du château de Drottningholm
- Château de Skokloster (Håbo)
- Rooseum (Malmö)
- Collections Zorn (Mora)
- Musée du travail (Norrköping)
- Gustavianum (Uppsala)
- Musée de l'évolution (Uppsala)
- Musée Saab (Trollhättan)
- Råshult (Stenbrohult)
- Musée suédois des chemins de fer (Gävle)